# Rio dos Patos (vattendrag i Brasilien, Mato Grosso)
Rio dos Patos är ett vattendrag i Brasilien.   Det ligger i delstaten Mato Grosso, i den centrala delen av landet, 900 km väster om huvudstaden Brasília.
Omgivningen kring Rio dos Patos är huvudsakligen savann. Området är nästan obefolkat, med mindre än två invånare per kvadratkilometer.